# Silvano Tomasi
Silvano Maria Tomasi (ur. 12 października 1940 w Mussolente) – włoski duchowny katolicki, arcybiskup, Przedstawiciel Stolicy Apostolskiej przy ONZ w Genewie w latach 2003–2016, delegat specjalny przy Zakonie Maltańskim od 2020, kardynał diakon od 2020.

## Życiorys
31 maja 1965 otrzymał święcenia kapłańskie.
27 czerwca 1989 został mianowany przez Jana Pawła II sekretarzem Papieskiej Rady ds. Duszpasterstwa Migrantów i Podróżujących oraz arcybiskupem tytularnym Cercina. Sakry biskupiej 17 sierpnia 1989 udzielił mu kardynał Angelo Sodano.
27 czerwca 1996 został przedstawicielem Watykanu w krajach Afryki wschodniej: Etiopii, Erytrei, a od 2000 również w Dżibuti.
10 czerwca 2003 został stałym Przedstawicielem Stolicy Apostolskiej przy ONZ w Genewie.
25 października 2020 podczas modlitwy Anioł Pański papież Franciszek ogłosił, że mianował go kardynałem. 1 listopada 2020 papież Franciszek mianował go swoim delegatem specjalnym przy Zakonie Maltańskim.
28 listopada tegoż roku na konsystorzu w bazylice św. Piotra kreował go kardynałem diakonem, a jako kościół tytularny nadał mu bazylikę św. Mikołaja w Więzieniu.
2 lutego 2021 został Baliwem Wielkiego Krzyża Honoru i Dewocji.